# 基督教会座堂 (哈特福德)
基督教会座堂（Christ Church Cathedral）是一座圣公会的主教座堂，哥特复兴风格，建于1827年，位于美国康涅狄格州哈特福德主街955号。
1983年，该堂列入国家史迹名录。